# 6009 Yuzuruyoshii
6009 Yuzuruyoshii eller 1990 FQ1 är en asteroid i huvudbältet som upptäcktes 24 mars 1990 av den amerikanske astronomen Eleanor F. Helin vid Palomar-observatoriet. Den är uppkallad efter den japanske astronomen Yuzuru Yoshii.
Asteroiden har en diameter på ungefär 10 kilometer.